# ルスネイ・カスティーヨ
ルスネイ・カスティーヨ・ペラサ（Rusney Castillo Peraza、1987年7月9日 - ）は、キューバシエゴ・デ・アビラ州シエゴ・デ・アビラ出身のプロ野球選手（外野手）。右投右打。リーガ・メヒカーナ・デ・ベイスボル（メキシカンリーグ）のケレタロ・コンスピレーターズ所属。

## 経歴

### キューバ時代
2008-2009シーズンからキューバの国内リーグであるセリエ・ナシオナル・デ・ベイスボルのティグレス・デ・シエゴ・デ・アビラに所属し、デビューから4シーズン連続で打率3割、2010-2011シーズンにはリーグトップの29盗塁を記録した。
2011年10月には第39回IBAFワールドカップ、2012年7月には第26回ハーレムベースボールウィークのキューバ代表に選出。2012年11月にはキューバ代表として台湾のサンダーシリーズや野球日本代表との強化試合（札幌ドーム）に出場した。
2012-2013シーズンは、序盤から打撃が振るわなかった。それでも2013年3月に開催された第3回ワールド・ベースボール・クラシック（WBC）に向けたキューバ代表の候補に入っていたが、最終選考でロースターから外れたため出場には至らなかった。
2013年末にアメリカ合衆国へ亡命。音楽プロデューサーのジェイ・Zが経営するロック・ネイション社と代理人契約を結んだことから、メジャーリーグ（MLB）の複数球団の間で争奪戦が繰り広げられた。

### プロ入りとレッドソックス時代
2014年8月24日に、ボストン・レッドソックスとの間で、契約最終年のオプション（選択権）が付いた7年契約を締結。契約期間中の年俸総額は7250万ドル（約75億3500万円）で、キューバ出身の選手としてはMLB史上最高額であった。9月17日の対ピッツバーグ・パイレーツ戦で、MLB公式戦にデビュー。レギュラーシーズンでは10試合の出場にとどまったものの、打率.333、2本塁打、6打点、3盗塁という好成績を残した。
2015年には、マイナーリーグでレギュラーシーズンをスタート。5月下旬にMLBへ昇格してからは、公式戦80試合の出場で、打率.253、5本塁打、29打点を記録した。
2016年には、MLB公式戦9試合に出場。打率.250（8打数2安打）、本塁打・打点ともに0という成績にとどまったばかりか、6月以降はマイナーリーグでのプレーを余儀なくされた。MLBのサラリーキャップ制度の下で、純収入の30%に相当する金額の課徴金（贅沢税）がレッドソックスへ課せられたことに伴って、カスティーヨの年俸（約1050万ドル）をMLB40人枠内の選手の総年俸（チーム総年俸）から差し引く措置を講じる必要がレッドソックスに迫られたことによる。ちなみに、球団はカスティーヨのマイナー降格によって、約315万ドルを節約できたという。さらに、シーズン中の8月には、契約期間を4年残してカスティーヨをウェイバー公示。残り4年分の年俸（総額で4600万ドル）を負担できる球団に、カスティーヨを移籍させることを画策した。実際には獲得へ乗り出す球団が現れなかったため、カスティーヨは残りの契約期間をレッドソックスで全うしたものの、翌2017年以降も球団の贅沢税対策に翻弄された。
2017年には、贅沢税対策の一環で、シーズンを通じてMLBの40人枠から外された。球団はこの措置によって贅沢税の課徴を免れたものの、カスティーヨは傘下球団ポータケット・レッドソックスの一員として、マイナーリーグのAAA級公式戦87試合に出場。打率.314、15本塁打、43打点という好成績で、チームのシーズンMVPにも選ばれた。
しかし、MLBは2017年に、贅沢税の適用に関する規定を変更。レギュラーシーズン中に1回でもMLB40人枠に登録された選手の年俸が、チーム総年俸へ加算されるようになった。さらに、外野のレギュラー陣が固定されているチーム事情も相まって、ウェイバー公示中でも他球団が獲得を見送ったほど年俸が高いカスティーヨがMLBへ復帰する可能性が事実上消滅した。もっとも本人は、このような事情の下でも、マイナーリーグのシーズンが終わるたびにプエルトリコやメキシコのウインターリーグで腕を磨いていた。
2018年には、ポータケットでAAA級公式戦117試合に出場。打率.319、5本塁打、59打点という成績で、前年に続いてチームのシーズンMVPに選ばれた。
2019年には、ポータケットでAAA級公式戦120試合に出場。打率.278、17本塁打、64打点という成績を残したほか、AAA級のオールスターゲームにも出場した。この年で7年契約の6年目を終えたことから、シーズン終了後にオプションを行使。契約最終年もMLBへの復帰が望めないことを見越しながら、推定年俸1350万ドル（約14億円）の受給権を確保した。
2020年には、年初からの新型コロナウイルス感染拡大の影響でマイナーリーグ自体が開催されなかったため、実戦の機会がないまま契約期間を満了。10月にFAへ移行した。結局、MLB公式戦には契約期間前半の3シーズンで99試合に出場しただけで、破格の契約に見合わぬ結果（打率.262、7本塁打、35打点、7盗塁）に終わった。

### 楽天時代
2021年1月9日に、東北楽天ゴールデンイーグルスと1年契約を結んだことが発表された。チャンスメーカーやポイントゲッターとしての役割を見越した契約で、背番号は12。当初の報道では年俸が65万ドル（約6760万円）と推定されていたが、60万ドル（約6240万円）の最低保証年俸と最高100万ドル（約1億400万円）の出来高が設定されたことが後に判明している。ただし、日本政府が新型コロナウイルスの感染拡大を背景に外国人への入国制限を課している関係で、来日はNPBレギュラーシーズン開幕直後の3月29日にまで持ち越された。
来日後は、入国の条件である2週間の自主隔離期間などを経て、北海道日本ハムファイターズとのイースタン・リーグ公式戦（4月15日）から実戦に参加。同月23日の対埼玉西武ライオンズ戦（楽天生命パーク宮城）に、「3番・右翼手」としてスタメンで一軍公式戦へのデビューを果たしたものの、1回裏の第1打席に高橋光成が投じた6球目でファウルボールを放った際に左脇腹を痛めた。7球目で三塁へのゴロに倒れたが、走塁中にも左脇腹の違和感を訴えたため、2回表の守備から交代。交代後の検査で左腹斜筋を損傷していることが判明したため、翌24日付で出場選手登録を抹消された。6月10日にイースタン・リーグの公式戦で実戦に復帰してからは、9試合の出場で打率.417を記録するほど好調をキープし、当初の予定より早く21日に再び登録されると、同日の対オリックス・バファローズ戦（楽天生命パーク）で一軍での来日初安打を放った。シーズン通算では33試合に出場し、打率.225、1本塁打、3打点を記録。11月7日に同僚のブランドン・ディクソンと共に退団が発表された。

### ナショナルズ傘下時代
2022年1月19日にワシントン・ナショナルズとマイナー契約を結んだ。3月29日に自由契約となった。

### 独立リーグ時代
2022年4月22日にアトランティックリーグのロングアイランド・ダックスと契約した。7月7日に自由契約となった。7月12日に同リーグのスタテンアイランド・フェリーホークスに入団。

### メキシカンリーグ時代
2023年3月16日にリーガ・メヒカーナ・デ・ベイスボル（メキシカンリーグ）のグアダラハラ・マリアッチスと契約した。13試合に出場して打率.279、0本塁打、5本塁打という成績だった。シーズン終了後は母国キューバのウィンターリーグであるキューバ・エリートリーグに所属するココドゥリロス・デ・マタンサスでプレー。
2024年1月にメキシカンリーグの新球団であるケレタロ・コンスピレーターズと契約した。

## 詳細情報

### 年度別打撃成績
| 年 度     | 球 団    | 試 合 | 打 席 | 打 数 | 得 点 | 安 打 | 二 塁 打 | 三 塁 打 | 本 塁 打 | 塁 打 | 打 点 | 盗 塁 | 盗 塁 死 | 犠 打 | 犠 飛 | 四 球 | 敬 遠 | 死 球 | 三 振 | 併 殺 打 | 打 率 | 出 塁 率 | 長 打 率 | O P S |
| --------- | -------- | ----- | ----- | ----- | ----- | ----- | -------- | -------- | -------- | ----- | ----- | ----- | -------- | ----- | ----- | ----- | ----- | ----- | ----- | -------- | ----- | -------- | -------- | ----- |
| 2008-2009 | CAV      | 28    | 48    | 43    | 12    | 15    | 3        | 1        | 0        | 20    | 8     | 0     | 2        | 0     | 0     | 4     | 0     | 1     | 10    | 0        | .349  | .417     | .465     | .882  |
| 2009-2010 | CAV      | 44    | 108   | 99    | 11    | 30    | 2        | 1        | 2        | 40    | 10    | 2     | 4        | 3     | 1     | 2     | 0     | 3     | 19    | 5        | .303  | .333     | .404     | .737  |
| 2010-2011 | CAV      | 88    | 400   | 364   | 75    | 118   | 22       | 4        | 18       | 202   | 79    | 29    | 6        | 3     | 3     | 17    | 0     | 13    | 42    | 11       | .324  | .373     | .555     | .927  |
| 2011-2012 | CAV      | 95    | 420   | 376   | 80    | 125   | 28       | 2        | 16       | 205   | 66    | 22    | 7        | 0     | 3     | 32    | 9     | 9     | 42    | 13       | .332  | .395     | .545     | .941  |
| 2012-2013 | CAV      | 68    | 277   | 234   | 41    | 64    | 6        | 2        | 6        | 92    | 29    | 15    | 9        | 4     | 0     | 31    | 10    | 8     | 29    | 6        | .274  | .377     | .393     | .770  |
| 2014      | BOS      | 10    | 40    | 36    | 6     | 12    | 1        | 0        | 2        | 19    | 6     | 3     | 0        | 0     | 0     | 3     | 0     | 1     | 6     | 0        | .333  | .400     | .528     | .928  |
| 2015      | BOS      | 80    | 289   | 273   | 35    | 69    | 10       | 2        | 5        | 98    | 29    | 4     | 5        | 1     | 1     | 13    | 0     | 1     | 54    | 11       | .253  | .288     | .359     | .647  |
| 2016      | BOS      | 9     | 8     | 8     | 4     | 2     | 1        | 0        | 0        | 3     | 0     | 0     | 0        | 0     | 0     | 0     | 0     | 0     | 3     | 0        | .250  | .250     | .375     | .625  |
| 2021      | 楽天     | 33    | 76    | 71    | 4     | 16    | 1        | 0        | 1        | 20    | 3     | 0     | 1        | 0     | 0     | 4     | 1     | 1     | 17    | 1        | .225  | .276     | .282     | .558  |
| CNS：5年  | CNS：5年 | 323   | 1253  | 1116  | 219   | 352   | 61       | 10       | 42       | 559   | 192   | 68    | 28       | 10    | 7     | 86    | 19    | 34    | 142   | 35       | .315  | .380     | .501     | .881  |
| MLB：3年  | MLB：3年 | 99    | 337   | 317   | 45    | 83    | 12       | 2        | 7        | 120   | 35    | 7     | 5        | 1     | 1     | 16    | 0     | 2     | 63    | 11       | .262  | .301     | .379     | .679  |
| NPB：1年  | NPB：1年 | 33    | 76    | 71    | 4     | 16    | 1        | 0        | 1        | 20    | 3     | 0     | 1        | 0     | 0     | 4     | 1     | 1     | 17    | 1        | .225  | .276     | .282     | .558  |

- 2021年度シーズン終了時
- 各年度の太字はリーグ最高
- キューバで通常用いられる個人通算成績は、プレーオフや選抜リーグなども合算するため、この表の合計とは一致しない

### 記録

#### NPB
初記録
- 初出場・初先発出場：2021年4月23日、対埼玉西武ライオンズ4回戦（楽天生命パーク宮城）、3番・右翼手で先発出場
- 初打席：同上、1回裏に髙橋光成から三ゴロ
- 初安打：2021年6月21日、対オリックス・バファローズ11回戦（楽天生命パーク宮城）、2回裏に竹安大知から右前安打
- 初本塁打・初打点：2021年8月31日、対福岡ソフトバンクホークス16回戦（ひなたサンマリンスタジアム宮崎）、4回表に東浜巨から中越2ラン

### 背番号
- 38（2014 - 2016年）
- 12（2021年）

### 登場曲
- 『SOLABAYA』Yomil y El Dany（2021年）

### 代表歴
- 2011 IBAFワールドカップ キューバ代表
- 2012 ハーレムベースボールウィーク キューバ代表